# اچ‌ام‌اس تیندل (ال۹۶)
اچ‌ام‌اس تیندل (ال۹۶) (به انگلیسی: HMS Tynedale (L96)) یک زیردریایی بود که طول آن ۲۸۰ فوت (۸۵ متر) بود. این زیردریایی در سال ۱۹۴۰ ساخته شد.